# Hrob
Hrob (Duits: Klostergrab) is een Tsjechische stad in de regio Ústí nad Labem, en maakt deel uit van het district Teplice.
Hrob telt 2092 inwoners.
Hrob was tot 1945 een plaats met een overwegend Duitstalige bevolking. Na de Tweede Wereldoorlog werd de Duitstalige bevolking verdreven.
Bílina ·
Bořislav ·
Bystřany ·
Bžany ·
Dubí ·
Duchcov ·
Háj u Duchcova ·
Hostomice ·
Hrob ·
Hrobčice ·
Jeníkov ·
Kladruby ·
Kostomlaty pod Milešovkou ·
Košťany ·
Krupka ·
Lahošť ·
Ledvice ·
Lukov ·
Měrunice ·
Mikulov ·
Modlany ·
Moldava ·
Novosedlice ·
Ohníč ·
Osek ·
Proboštov ·
Rtyně nad Bílinou ·
Srbice ·
Světec ·
Teplice ·
Újezdeček ·
Zabrušany ·
Žalany ·
Žim